# Émile Malézieux
Pour les articles homonymes, voir Malézieux.
Émile Malézieux (Saint-Quentin, 8 juin 1822 - Paris, 20 mai 1885), est un ingénieur français. 

## Biographie
Polytechnicien (1841), il sort deuxième de l'École des Ponts et Chaussées en 1846. 
Ingénieur en chef des Ponts et Chaussées, il part de Brest le 16 juin 1870 pour une mission d'étude des progrès techniques de construction aux États-Unis et arrive à New York le 27 juin. 
Le 11 juillet, il visite Philadelphie puis Cape May où il passe un week-end avant de gagner Pottsville où il étudie les mines et Washington où il apprend le suicide de l'ambassadeur français Lucien-Anatole Prévost-Paradol (20 juillet). Il part à Richmond et revient à New York le 28 juillet. 
Il voyage ensuite dans le Nord, passe à West Point, Albany et Saratoga avant de s'embarquer sur le Saint-Laurent pour atteindre Montréal le 8 août. Il revient à New York par les lacs George et Champlain, visite Buffalo et voit les chutes du Niagara le 12 août. 
Il part ensuite pour Chicago, passe à Omaha où il observe la construction d'un grand pont enjambant le Missouri puis Salt Lake City où il rencontre Brigham Young et traverse la sierra Nevada où il étudie les nombreux ouvrages construits. 
Il voit encore San Francisco et Cliff House et visite les îles de Yerba Buena, Angel et Alcatraz avant de reprendre le train pour New York le 5 septembre après avoir étudié les mines de Scranton. 
Arrivé à New York le 21 septembre, il repart en France sur le Ville de Paris le 5 octobre. 
En 1873, il est envoyé en mission en Angleterre pour y étudier le système ferroviaire.

## Récompenses et distinctions
- Chevalier (1er janvier 1856) puis Officier de la Légion d'Honneur (7 octobre 1874)[2].
- Une rue de Saint-Quentin, inaugurée en 1889, porte son nom.

## Publications
- Notice sur le viaduc construit en 1865 pour le passage de l'avenue Daumesnil sous le chemin de fer de ceinture de Paris (rive droite), 1867
- Notice sur le barrage construit en 1867 sur la Marne, à Joinville (Seine), 1868
- Notice sur le service météorologique aux États-Unis, 1873
- Souvenirs d'une mission aux États-Unis d'Amérique, 1874
- Les Chemins de fer anglais en 1873, 1874